# Колпаков, Василий Александрович
Василий Александрович Колпаков (24 февраля 1891 года — 21 июня 1964 года) — советский военный деятель, участник Первой мировой, Гражданской и Великой Отечественной войн. Генерал-майор юстиции (18.04.1943). 

## Биография
Василий Александрович Колпаков родился 24 февраля 1891 года в городе Санкт-Петербурге. В 1913 году был призван на службу в Российскую императорскую армию. Участвовал в Первой мировой войне, будучи санитаром, фельдшером в действующих частях. В 1914 году вступил в РСДРП(б).
1 мая 1919 года Колпаков поступил на службу в Рабоче-Крестьянскую Красную Армию. В годы Гражданской войны служил в различных военных трибуналах. С 1921 по 1922 годы возглавлял революционный военный трибунал Карельского фронта, а с 1922 по 1923 годы — заместитель председателя Морских сил Балтийского моря. В 1923 году возглавил трибунал Балтийского флота. В 1925 году окончил правовое отделение факультета общественных наук Ленинградского государственного университета. В 1930—1937 годах занимал должность председателя военного трибунала Черноморского флота.
В 1937 году назначен председателем Военного трибунала Балтийского флота. Занимал эту должность на протяжении всей Великой Отечественной войны, в годы блокады Ленинграда безотлучно находился в осаждённом городе, обеспечивая бесперебойную работу вверенного ему подразделения и нижестоящих трибуналов. Внёс значительный вклад в дело укрепления воинской дисциплины на флоте, активно боролся с расхитителями имущества, паникёрами, дезертирами. Не раз сотрудники трибуналов лично участвовали в боевых действиях — обороняли полуостров Ханко, острова Эзель и Даго, а также подступы к Ленинграду. Сам Колпаков не раз выезжал на передовую, при этом попадая под бомбардировки и артиллерийские обстрелы. Большое внимание он также уделял общественно-политической работе, разъяснению личному составу советских законов, что позволило значительно снизить преступность в войсковых частях и подразделениях.
После окончания войны продолжал службу в Советской Армии. С 1946 года возглавлял Военный трибунал Северо-Балтийского флота, позднее преобразованный в 8-й Военно-морской флот. В 1955 году был уволен в запас. Умер 21 июня 1964 года, похоронен на Серафимовском кладбище Санкт-Петербурга.

## Награды
- Орден Ленина (21 февраля 1945 года);
- 3 ордена Красного Знамени (22 февраля 1944 года, 3 ноября 1944 года, 20 июня 1949 года);
- Орден Отечественной войны 1-й степени (17 июля 1945 года);
- Орден Красной Звезды (15 февраля 1938 года);
- Медаль «За оборону Ленинграда» и другие медали.